# Кестен
Вижте пояснителната страница за други значения на Кестен.
Кестените (Castanea) са род от осем или девет вида дървета и храсти от семейството на букови (Fagaceae). Живеят естествено в райони с топъл умерен климат на Северното полукълбо. Името се отнася също и за ядковите плодове, които тези дървета дават. Повечето от тях са големи дървета, достигащи 20 – 40 m височина, но някои видове (чинкапините) са по-малки, често храстообразни. Всички те са широколистни.
Листата са прости, овални или копиевидни, дълги 10 – 30 cm и широки 4 – 10 cm, с остри и силно разредени зъби и плитки заоблени синуси между тях. Цъфтежът е в средата на лятото. Плодът е бодлива чашка с диаметър 5 – 11 cm, съдържаща 2 – 7 ядки. Да не се бърка с Конски кестен (Aesculus hippocastanum), чиито плодове са отровни! Той е съвсем друг вид от различно семейство.
Американският кестен, едно от доминиращите дървета в източните САЩ в миналото, е почти напълно унищожен от гъбичното заболяване Cryphonectria parasitica. Американските чинкапини страдат сериозно от тази болест. Европейският и западноазиатският сладък кестен също са податливи, но по-слабо от американския, а източноазиатските видове са устойчиви. Тези устойчиви видове, особено японският кестен, китайският и тези на Сегуин и Хенри, са използвани в размножителни програми в САЩ с цел създаване на хибриди с американския кестен, които да са устойчиви към болестта.

## Видове
- C. alnifolia – Храстовиден чинкапин*
- C. crenata – Японски кестен
- C. dentata – Американски кестен
- C. henryi – Кестен на Хенри
- C. mollissima – Китайски кестен
- C. ozarkensis – Озаркски чинкапин
- C. pumila – Алегански чинкапин
- C. sativa – Сладък кестен
- C. seguinii – Кестен на Сегуин

## Хранителна стойност
Кестените имат ниско съдържание на мазнини, много витамин С, фосфор, калий и др. Кестенът съдържа два пъти повече нишесте от картофите, което го превръща в една от най-важните хранителни култури в Япония, Китай и Южна Европа.

## Други
На кестените е наречена улица в квартал „Орландовци“ в София (Карта).

## Галерия
- Плодове
- Лист